# Langeskov (Hundstrup Sogn)
 Der er flere lokaliteter med dette navn, se Langeskov (flertydig).
Langeskov er en herregård der er udskilt fra Løjtved Gods i 1782. Gården ligger i Hundstrup Sogn, Sallinge Herred, Egebjerg Kommune. Hovedbygningen er opført i 1862.
Langeskov Gods er på 265 hektar

## Ejere af Langeskov
- (1782-1787) Jens Lange
- (1787-1790) Johan Jensen Lange
- (1790-1795) Stig Tønsberg Schøller von Krogh
- (1795-1809) Forskellige Ejere
- (1809-1856) Peder Lollesgaard
- (1856-1874) Rasmus Pedersen Lollesgaard
- (1874-1905) Peter Rasmussen Lollesgaard
- (1905-1914) Erik Schall Holberg
- (1914-1915) Seyer Hansen
- (1915-1918) Jacob de Neergaard
- (1918-1919) Jacobine Adamine Jeanina Estrup gift de Neergaard
- (1919-1922) Hans Jacob Blichfeldt
- (1922-1923) Enke Fru Blichfeldt
- (1923-1955) Alexander Oxholm
- (1955-1956) Alexander Oxholms dødsbo
- (1956-1958) Kirsten Marie Ewald gift Oxholm
- (1958-1970) Otto Christian Frederik greve von Knuth
- (1970-1993) Carl Juul Johansen
- (1993-) Mogens Saugmann

55°7′29″N 10°26′57″Ø / 55.12472°N 10.44917°Ø